# ルーベン・ロドリゲス・コロシアム
ルーベン・ロドリゲス・コロシアム（西: Coliseo Rubén Rodríguez）は、プエルトリコのバヤモンにある屋内競技場。スタジアムの名前はプエルトリコの伝説的バスケットボールプレイヤーであるルーベン・ロドリゲスから命名された。